# Adolf Laurin

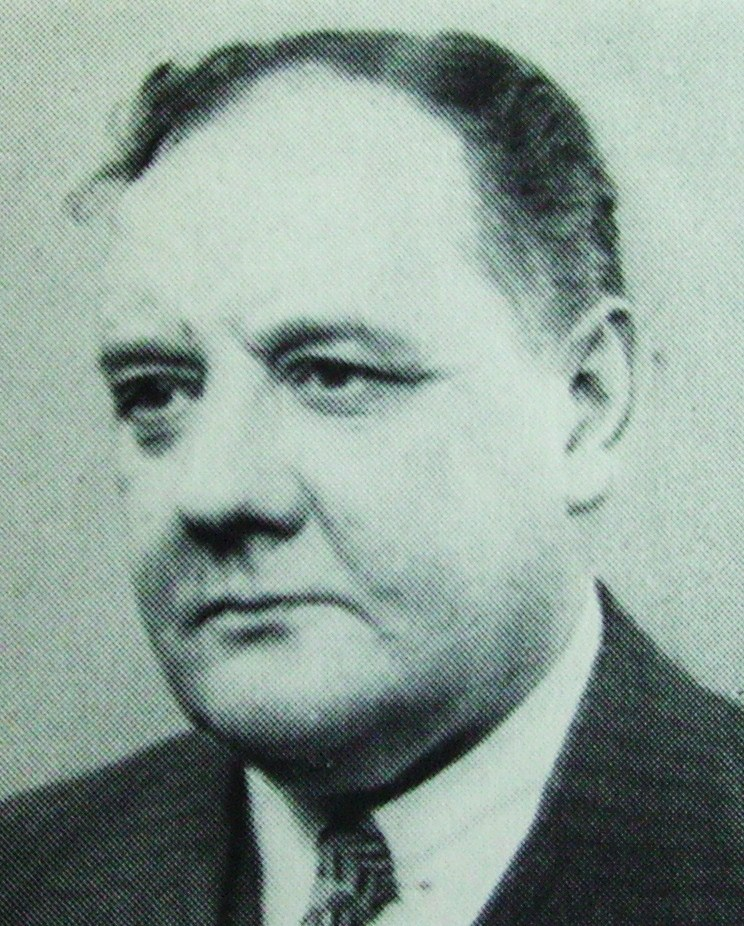
Adolf Laurin

Adolf Decimus Laurin, född 22 september 1883 i Vimmerby, död 19 oktober 1952 i Linköping, var en svensk journalist. Han var far till Adde Laurin.
Laurin, som var son till fabrikör J.A. Laurin och Mathilda Jonsson, var elev vid Vimmerby lägre allmänna läroverk. Sedermera blev han elev vid Norrköpings högre allmänna läroverk, där han också tog mogenhetsexamen 1903. 
Laurin var sedan lärare vid Solbacka läroverk 1903–1904, medarbetare på Stockholms-Tidningen med signaturen "Rinaldo" 1904–1920, redaktör för Stockholms Läns Tidning 1920. Laurin var bruksförvaltare vid AB Mälardalens Tegelbruk i Södertälje 1920–1922, reklamchef hos AB John Fröberg i Finspång 1920–1922 och medarbetare i Östgöten från 1923.
Laurin är begravd på Västra kyrkogården i Linköping.

## Filmografi
- 1911 – Hon fick platsen eller Exkonung Manuel i Stockholm